# Вёлльштайн
Вёлльштайн (нем. Wöllstein) — община в Германии, в земле Рейнланд-Пфальц. 
Входит в состав района Альцай-Вормс. Подчиняется управлению Вёльштайн.  Население составляет 4411 человек (на 31 декабря 2010 года). Занимает площадь 12,00 км².

## Города-побратимы
- Барсак (Франция, с 1966)